# São Caio (título cardinalício)
São Caio (em latim Sancti Caius, antes chamado de Gaii) foi um título cardinalício instituído em 112 pelo Papa Alexandre I e foi suprimido no século VI pelo Papa Gregório I, que o transferiu para o título de Santa Susana.
A igreja de San Caio foi construída onde o título existia.

## Titulares protetores
- Benedictus (citado em 499)
- Suprimido em ca. 600